# Орловское сельское поселение (Челябинская область)
Орло́вское се́льское поселе́ние — муниципальное образование в Катав-Ивановском районе Челябинской области Российской Федерации. В рамках административно-территориального устройства муниципальное образование  соответствует административно-территориальной единице Орловский сельсовет.
Административный центр — село Орловка.

## История
Статус и границы сельского поселения установлены Законом Челябинской области от 9 июля 2004 года № 241-ЗО «О статусе и границах Катав-Ивановского муниципального района, городских и сельских поселений в его составе»

## Население
| 2002 | 2010 | 2011 | 2012 | 2013 | 2014 | 2015 |
| ---- | ---- | ---- | ---- | ---- | ---- | ---- |
| 448  | ↘426 | ↘425 | →425 | ↗429 | ↘413 | ↘410 |
| 2016 | 2017 | 2018 | 2019 | 2020 | 2021 |      |
| ↘392 | ↘375 | ↘363 | ↘354 | ↘335 | ↘302 |      |

## Состав
| № | Населённый пункт | Тип населённого пункта       | Население |
| - | ---------------- | ---------------------------- | --------- |
| 1 | Орловка          | село, административный центр | ↘302      |